# Sarazm
Sarazm je název starodávného sídla a zároveň název současné venkonvské komunity ve Sogdijském vilájetu v západním Tádžikistánu. Jeho historie sahá až do 4. tisíciletí př. n. l. do období eneolitu a rané doby bronzové. Archelogická lokalita je pozůstatkem jednoho z nejstarších lidských sídel v regionu Střední Asie. Nachází se na přechodu z horského regionu (vhodný pro nomádské pastevectví) a rozlehlého údolí pod Zeravšanským hřbetem, které umožňovalo rozvoj zemědělství a závlah. Těžily se zde i rudy kovů. Je důkazem obchodní a kulturní výměny mezi řadou kultur v rozlehlém území od stepí středoasijského Turkestánu, přes Íránskou plošinu, údolí Indusu až k pobřeží Indického oceánu.
V roce 2010 byla archeologická lokalita zapsána na seznam světového kulturního dědictví UNESCO.

## Fotogalerie

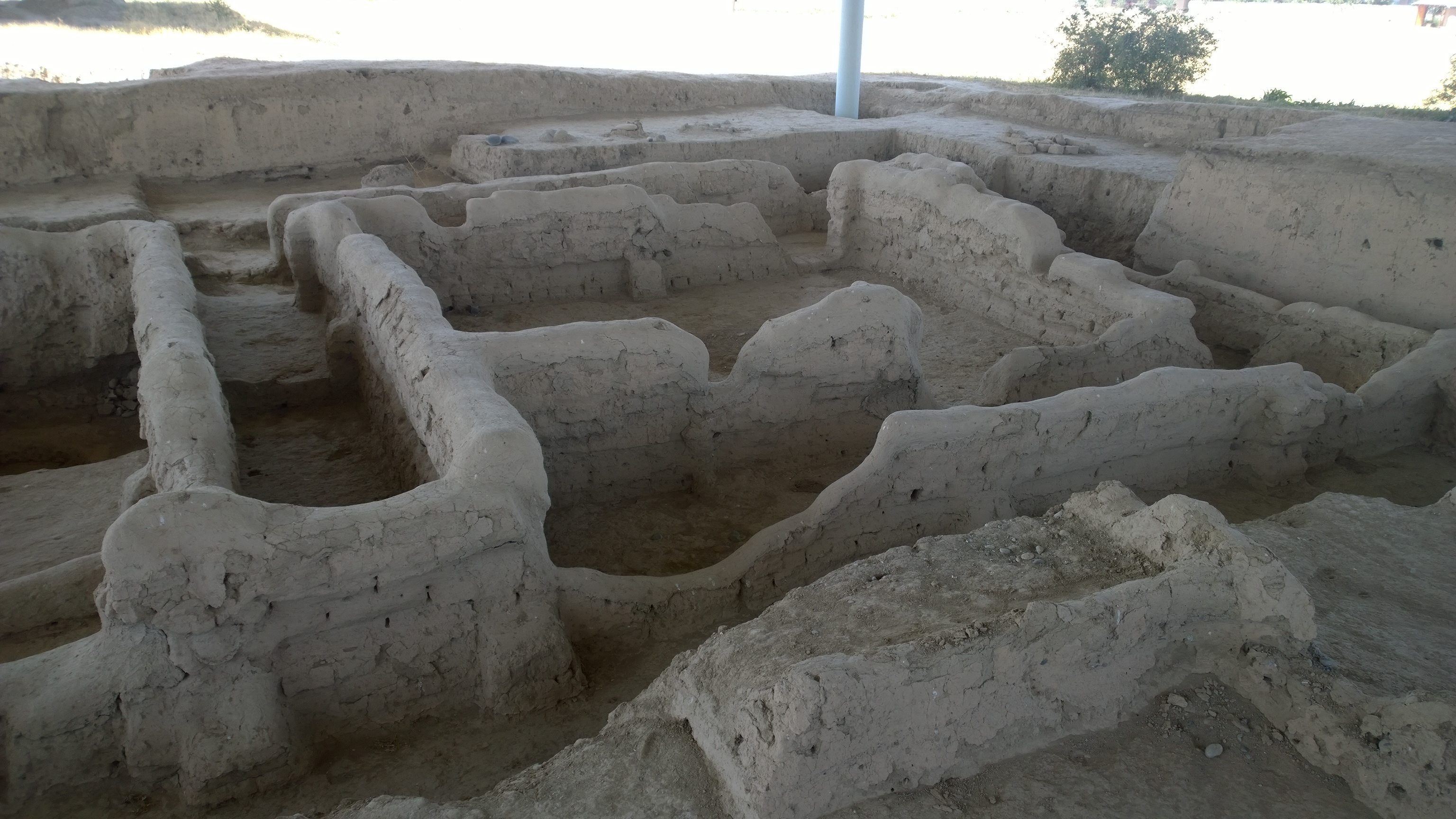
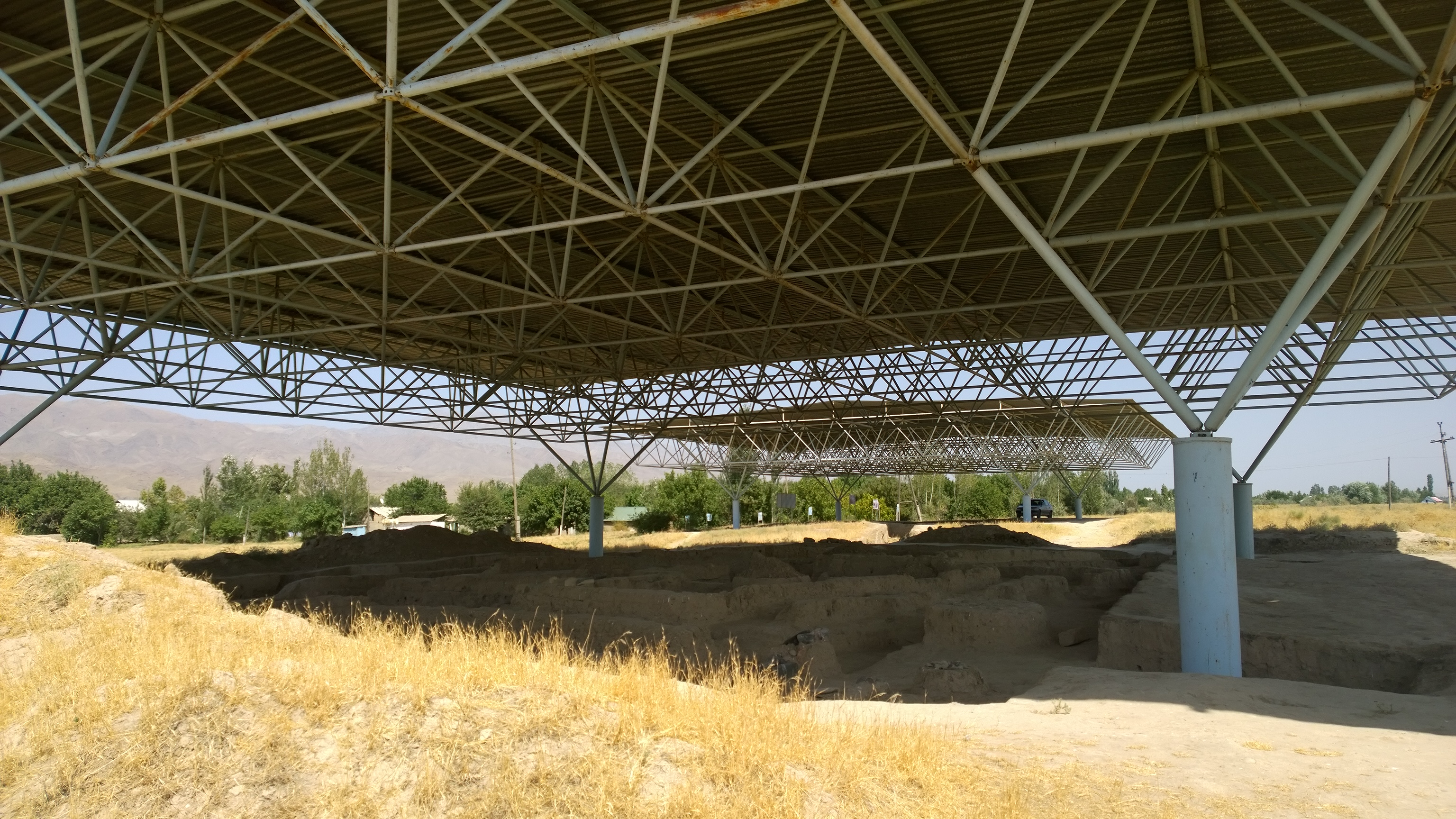
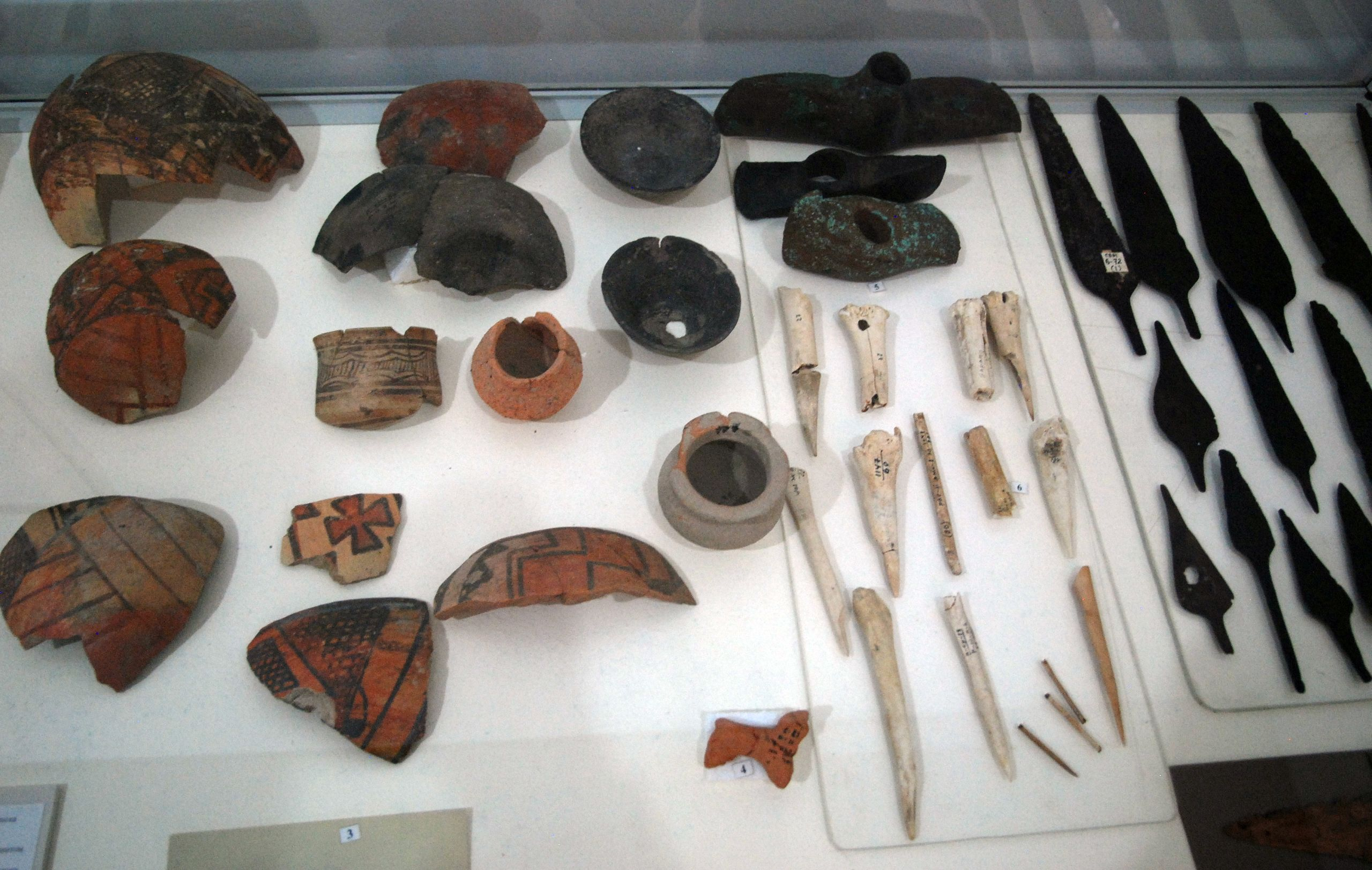